# 八雲號列車
八雲（日语： Yakumo */?）是西日本旅客鐵道所經營，經由山陽本線、伯備線、山陰本線，行駛於岡山縣岡山市岡山車站與島根縣出雲市出雲市車站之間的特別急行列車。列車名稱「八雲」取自出雲市所在地的舊國名出雲國枕詞化稱呼。

## 歷史
1972年3月15日山陽新幹線自新大阪車站向西通車至岡山車站，配合新幹線的通車，日本國有鐵道同時開設自岡山往返山陰地區中部的八雲號列車，讓京阪神與山陰地區的中部區域之間可藉由在岡山車站換乘，縮短兩地之間的交通時間。1975年更提升為L特急列車。
最初的八雲號列車以日本國鐵KiHa181系柴聯車運行於岡山車站至出雲市車站之間，部分列車只駛至松江車站，部分列車還會繼續往西行駛至濱田車站。
1982年伯備線全線及山陰本線部分路段完成電氣化，八雲號列車改採用新製的具有擺式列車功能的日本國鐵381系電聯車行走，由於伯備線主要行走於山區之間，彎路較多，擺式列車可提升過彎速度，以節省行車時間，提升鐵路與陰陽聯絡高速巴士之間的競爭力。
1982年時日本國有鐵道曾規劃上越新幹線通車後，把來原本供往來於上野站至新潟站之的特急列車朱鷺號列車使用的日本國鐵183系1000番台轉給八雲號使用，但由於以下原因未採行此案，而是讓八雲號直接改採用新製的381系電車運行。
- 沿線行政區劃、特別是出雲市政府極力爭取八雲號應以新製電車運行。
- 伯備線的彎路較多，不利於沒有配置傾斜裝置的183系1000番台電車高速運行。
- 上越新幹線最終因工程問題讓通車時程自6月延遲至11月，但八雲號列車預定於該年7月電車化，延遲電車化會引起沿線行政區劃的不滿和反對。

最終，上越新幹線開業導致剩餘的183系投入於長野電車區。信濃號使用的381系全數撤出長野，轉投神領電車區。
1988年還曾開設自四國香川縣高松車站 (香川縣)經瀨戶大橋線發出的八雲號臨時列車，1990年配合國際花與綠博覽會也曾開設自大阪車站發出的八雲號臨時列車。
1994年開始使用「超級八雲號」的列車名稱，但已在停止使用，L特急列車的等級也在2010年解除。唯方向幕顯示的「L」字仍獲得保留。
2015年隨著行經北陸本線和信越本線往返於金澤站至新潟站之間的特急列車北越號列車因北陸新幹線的開通而結束運行後，八雲號列車是JR集團唯一所有派車均為國鐵年代所製造的特急列車。同年運行於山陰本線和紀勢本線上的381系電車改採用從北陸特急調度的JR西日本289系電動列車後，八雲號列車也成為僅存唯一採用381系電車的定期列車。
2024年春季，新型列車273系電車投入服務八雲號列車，引入4輛編成x11列，並取替現時381系電車，意味著此後再沒有國鐵型特急電車運行定期班次。2024年6月15日，最後一班381系電車行走八雲號1號班次後正式退出，此後全日本再沒有國鐵型特急電車行走定期班次。

## 運行概況
目前每天各有15車次的八雲號列車往返於岡山車站至出雲市車站之間，列車抵達終點站出雲市車站後，會再繼續駛入西出雲車站後進入後藤綜合車輛所出雲支所，也因此過去在1986年至1996年期間，曾有部分的八雲號列車會做為普通列車自出雲市車站營運至西出雲車站之間。
車掌工作原則上由米子車掌區負責，但每天往返各有2車次是由岡山車掌區負責。
最高速度
- 岡山車站 - 備中高梁車站之間：120km/h
- 備中高梁車站 - 江尾車站之間：110km/h
- 江尾車站 - 出雲市車站之間：120km/h

### 停靠車站
岡山站 - 倉敷站 - （總社站） - 備中高梁站 - 新見站 - （生山站） - （根雨站） - （伯耆大山站） - 米子站 - 安來站 - 松江站 - （玉造溫泉站） - （宍道站） - 出雲市站
- 括弧的車站為部份列車停靠，詳情如下：
  - 總社站停靠列車為：往出雲市方向5號、11號、27號，往岡山方向4號、16號、30號。
  - 生山站和根雨站為交互選擇停車，這兩站的八雲號班次間隔為約兩小時一班，八雲29號則兩站皆不停車。
  - 伯耆大山站停靠列車為：早上往岡山方向5時至9時共4車次，下午和晚上往出雲市方向由17時起至尾班車共7車次。
  - 玉造溫泉站每日停靠9車次。
  - 宍道站除八雲13號、14號、18號和22號之外，其餘所有班次皆停靠，包括往岡山方向12車次停靠，往出雲市方向14車次停靠。

### 使用車輛及編組
八雲號列車採用後藤綜合車輛所出雲支所所屬的273系運行，原則上採四輛編組，但也有採用8輛編組（兩列4輛編組273系併結）。過去曾經使用過381系運行，並出現過4、6、7、9輛編組。而在設有自由席的期間，4輛編組中，4號車廂為自由席；6輛編組中，增加的5號車廂為自由席，6號車箱為指定席；7輛編組時，7號車廂則為指定席；9輛編組時，8、9號車廂都為指定席。
273系投入營運前，每天會有往返各四班車次（6號至9號、22號至25號）的列車的1號車廂為全景車廂。
2006年至2010年期間JR西日本陸續更新八雲號列車所使用的381系電車內設施，包括改善座椅、洗手間、設置吸煙室並變更外觀塗裝，但在由2008年2月至3月期間曾經因為車輛整新導致備用車廂不足，因而暫時借調日根野電車區所屬未整新的一組381系6輛編組，經分割為兩組3輛編組後投入使用。更新完成的車輛別名為「愉快八雲」（ゆったりやくも），新的塗裝以紅色和白色為主，兩種色調取自鳥取縣的大山積雪的「白」，和島根縣出雲市出雲大社巫女的「紅」。

2022年，特急八雲號迎來開行50週年的重要里程碑，在此之際，JR西日本為持續提升服務品質，2月16日對外公佈了新型八雲號車輛，型式訂為273系，用以取代老舊的381系電車，273系導入了車輛控制自然傾斜系統，提升了過彎的舒適性。編成方面，每編成4輛，總共11編成，第1編成（量產先行車）預計2024年春季投入伯備線運用。

為了慶祝八雲號運行50週年，JR西日本將一列6輛編成的381系改回國鐵色塗裝，從2022年3月19日起行駛八雲號8、9、24、25號班次。
2024年3月16日時刻改正，八雲號取消了自由席，採全車指定席的方式運行。同年4月6日至6月15日間，273系逐步接替381系運行定期班次。同年的6月15日，最後一班381系電車行走八雲號1號班次後正式退出，此後全日本再沒有國鐵型特急電車行走定期班次。
2025年5月，由JR西日本273系電聯車進行運轉的八雲號列車獲得鐵道友之會的藍絲帶獎。

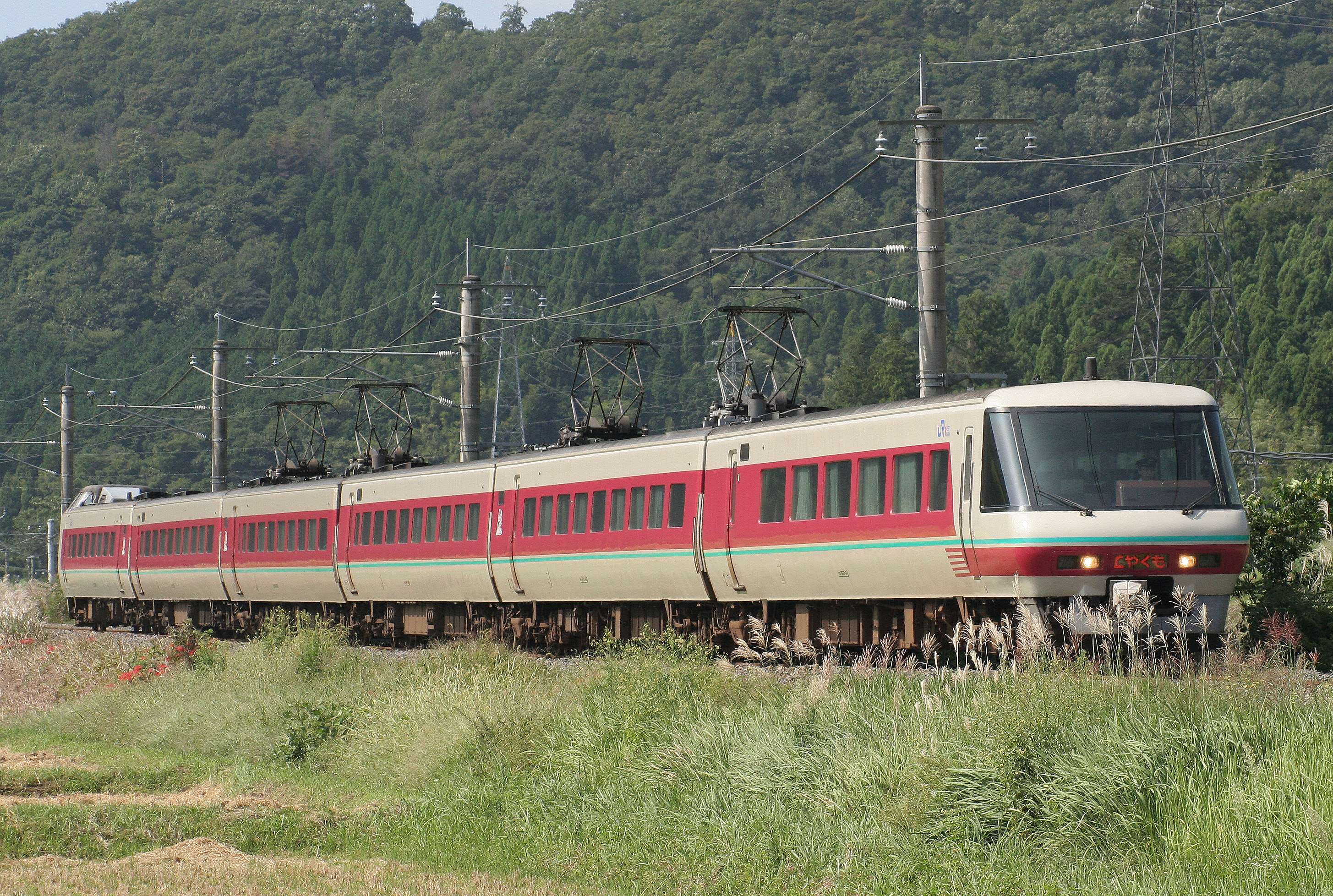
381系展望車 「愉快八雲」塗色（黑坂-根雨、2008年9月24日）
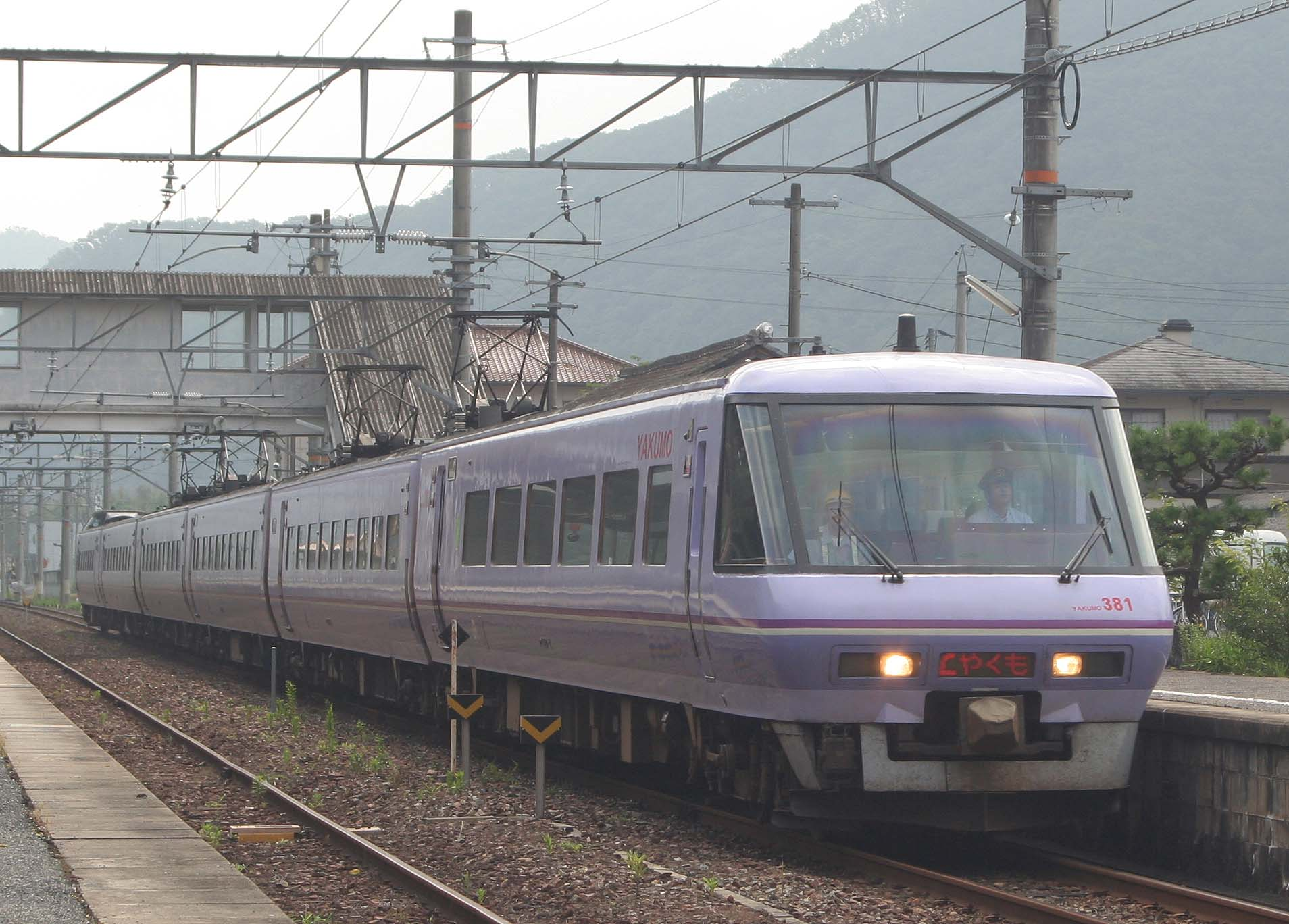
381系展望車 舊超級八雲塗色（美袋，2007年8月1日）
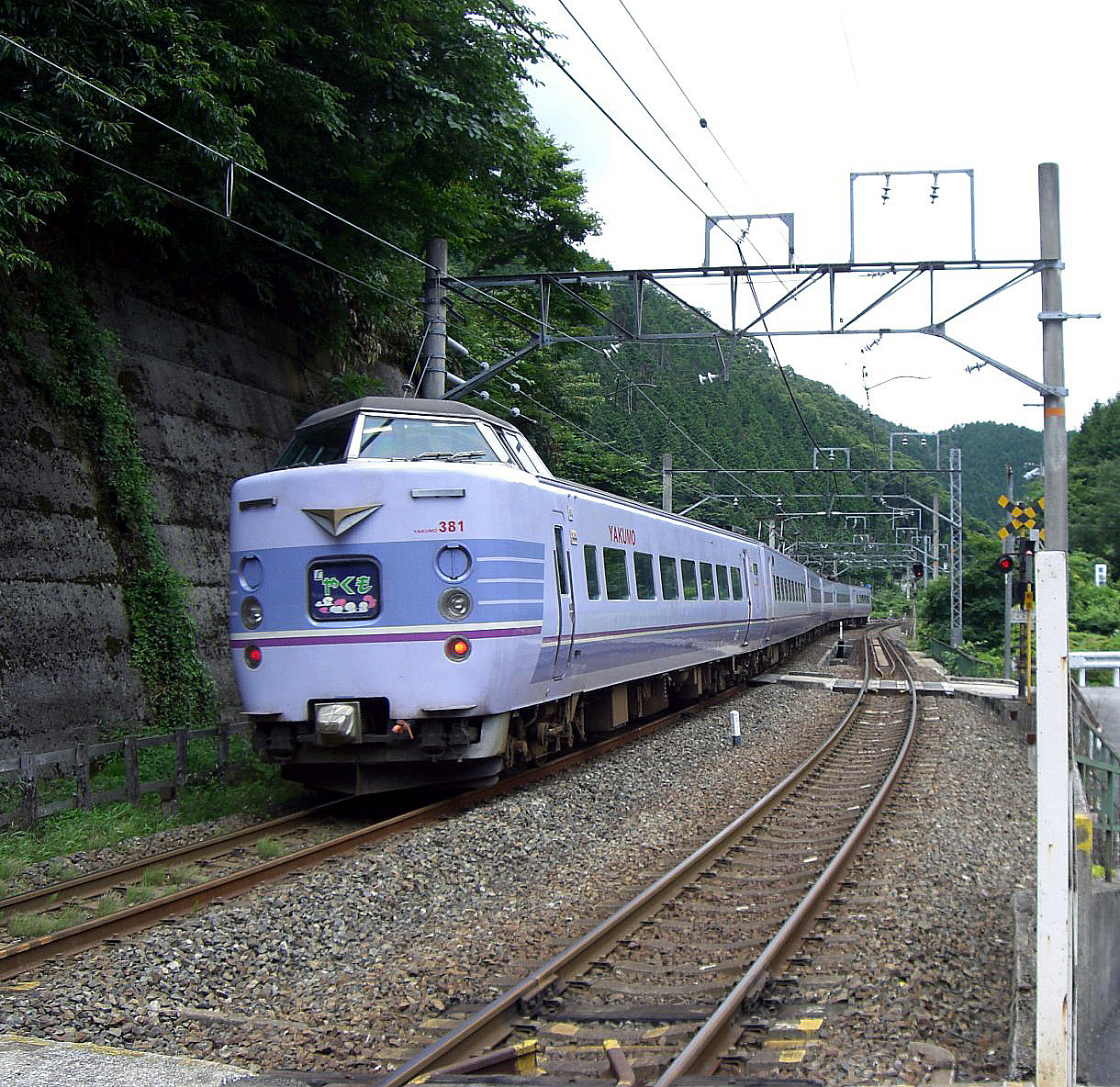
使用381系的「八雲」（備中川面-方谷，2007年5月16日）
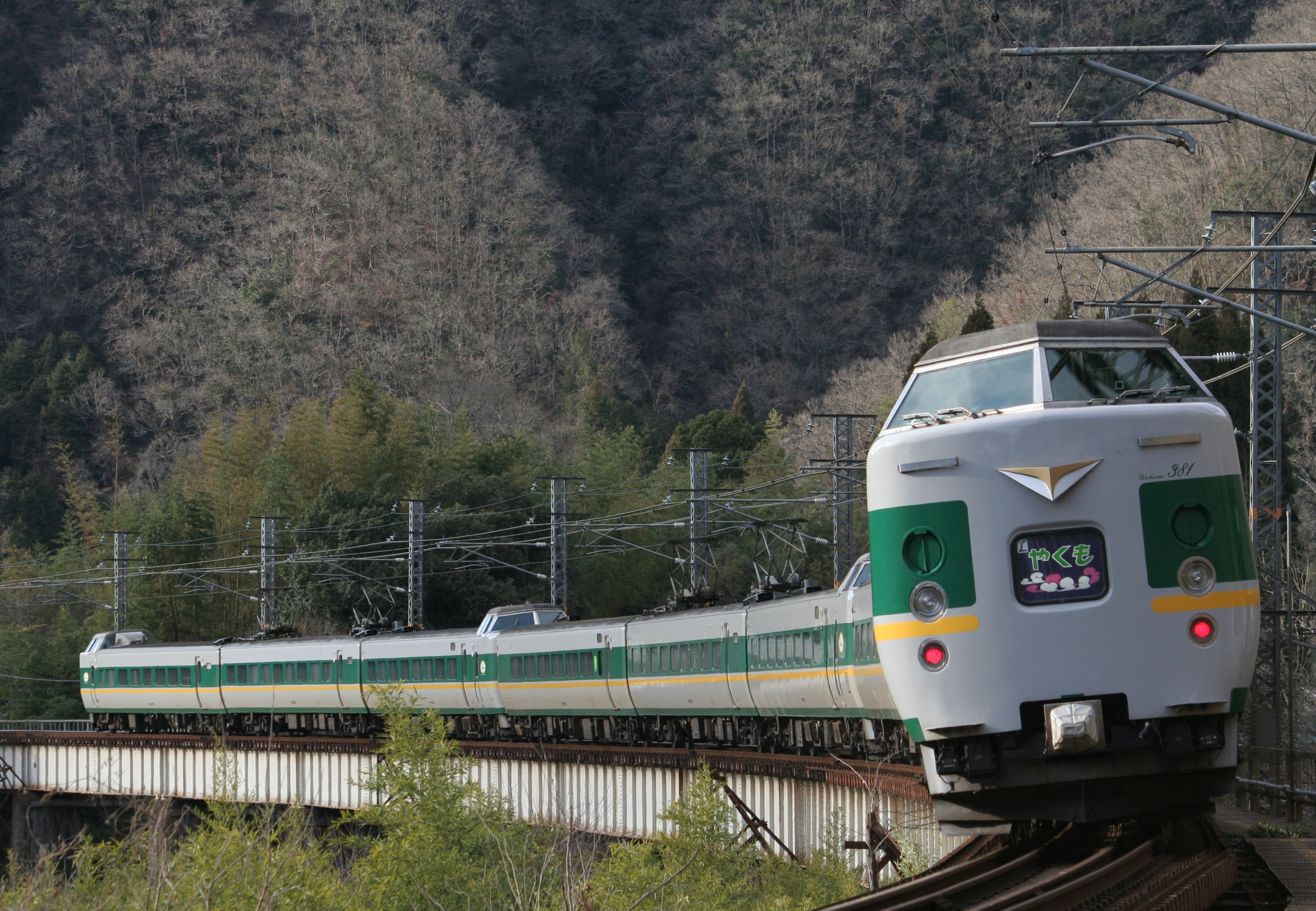
381系貫通型前面 八雲塗色（備中川面-方谷，2008年5月4日）
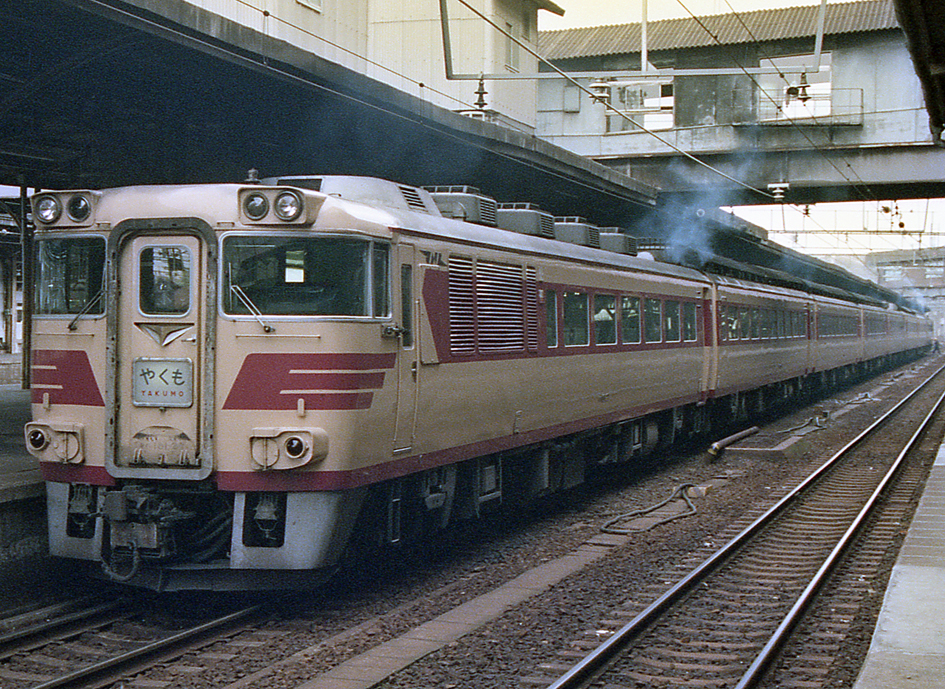
Kiha181系柴油車「八雲」（岡山，1982年）
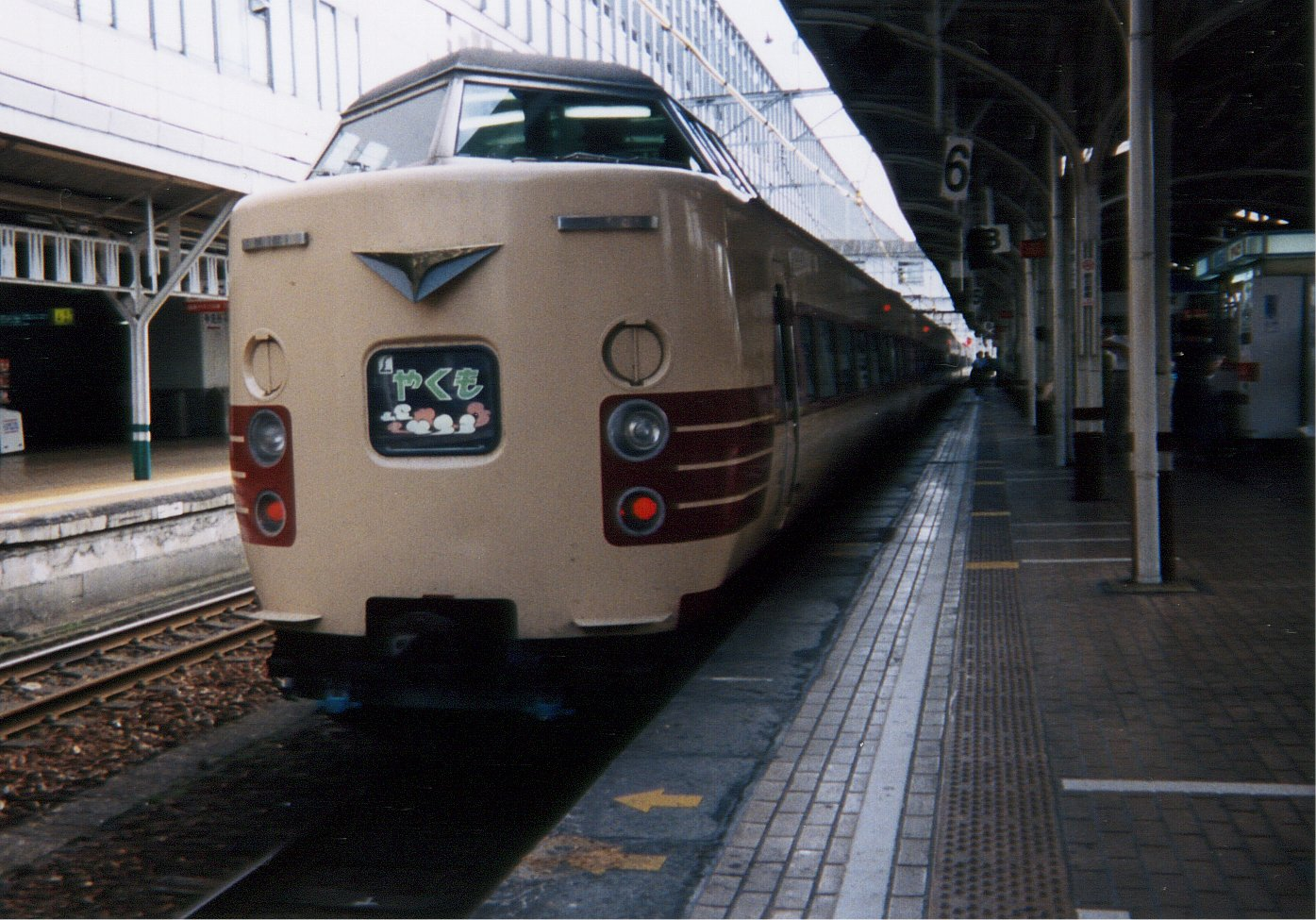
381系國鐵特急色（岡山，1997年）
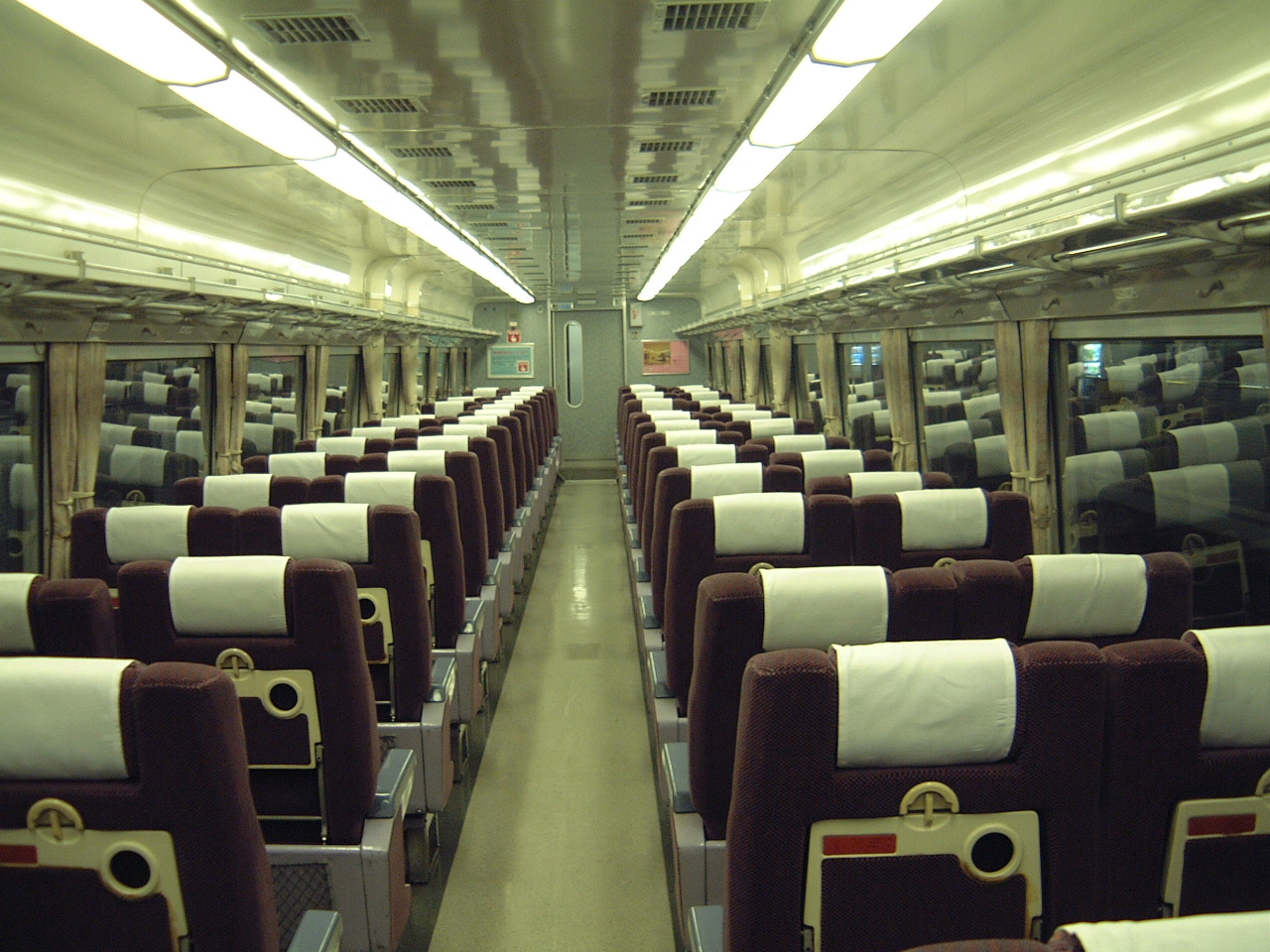
381系「超級八雲」塗色對號座位車內（2007年8月1日）
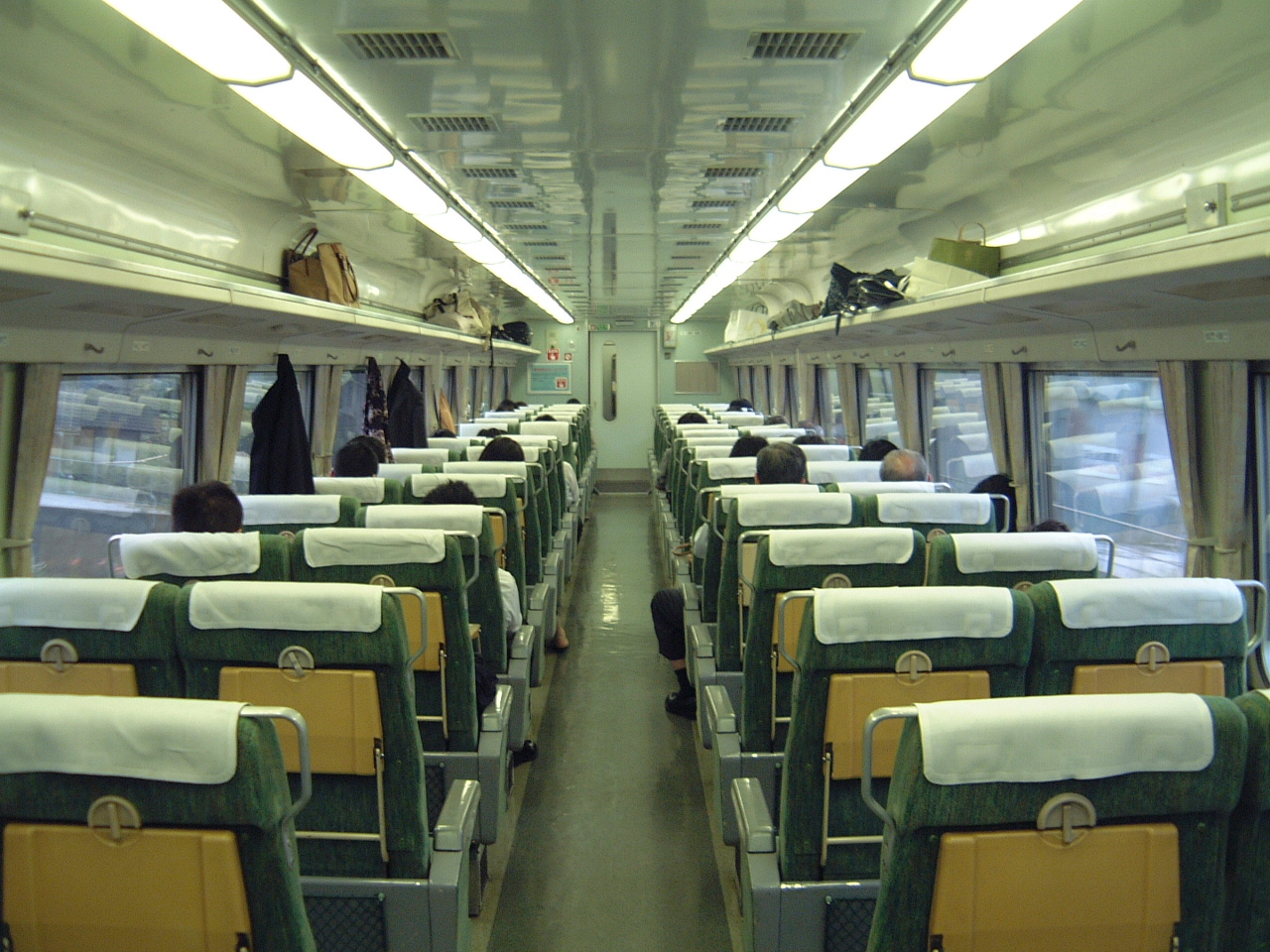
381系「八雲」塗色對號座位車內（2007年8月1日）
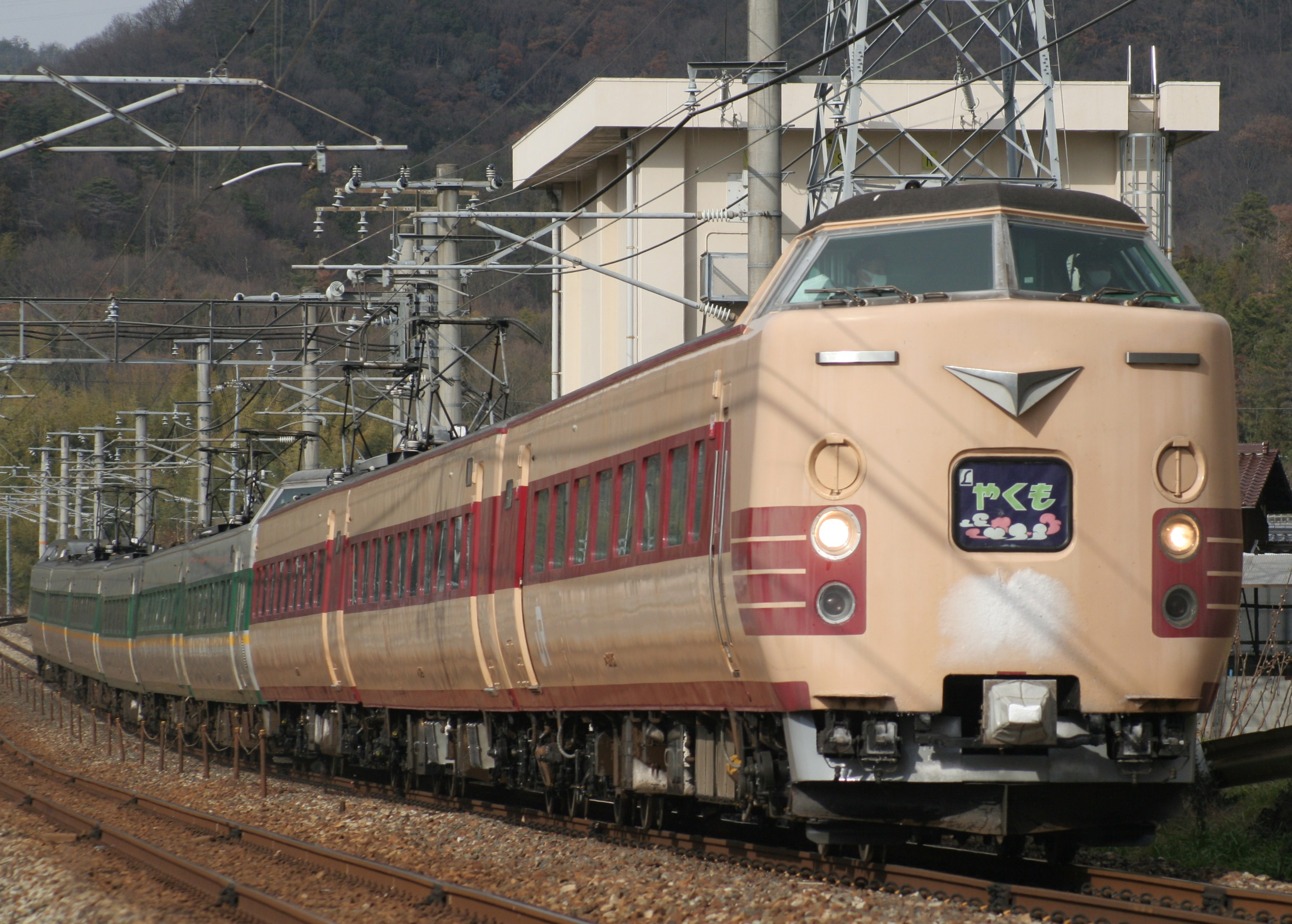
日根野電車區所屬的381系「八雲」（備中川面 - 方谷，2009年12月31日）
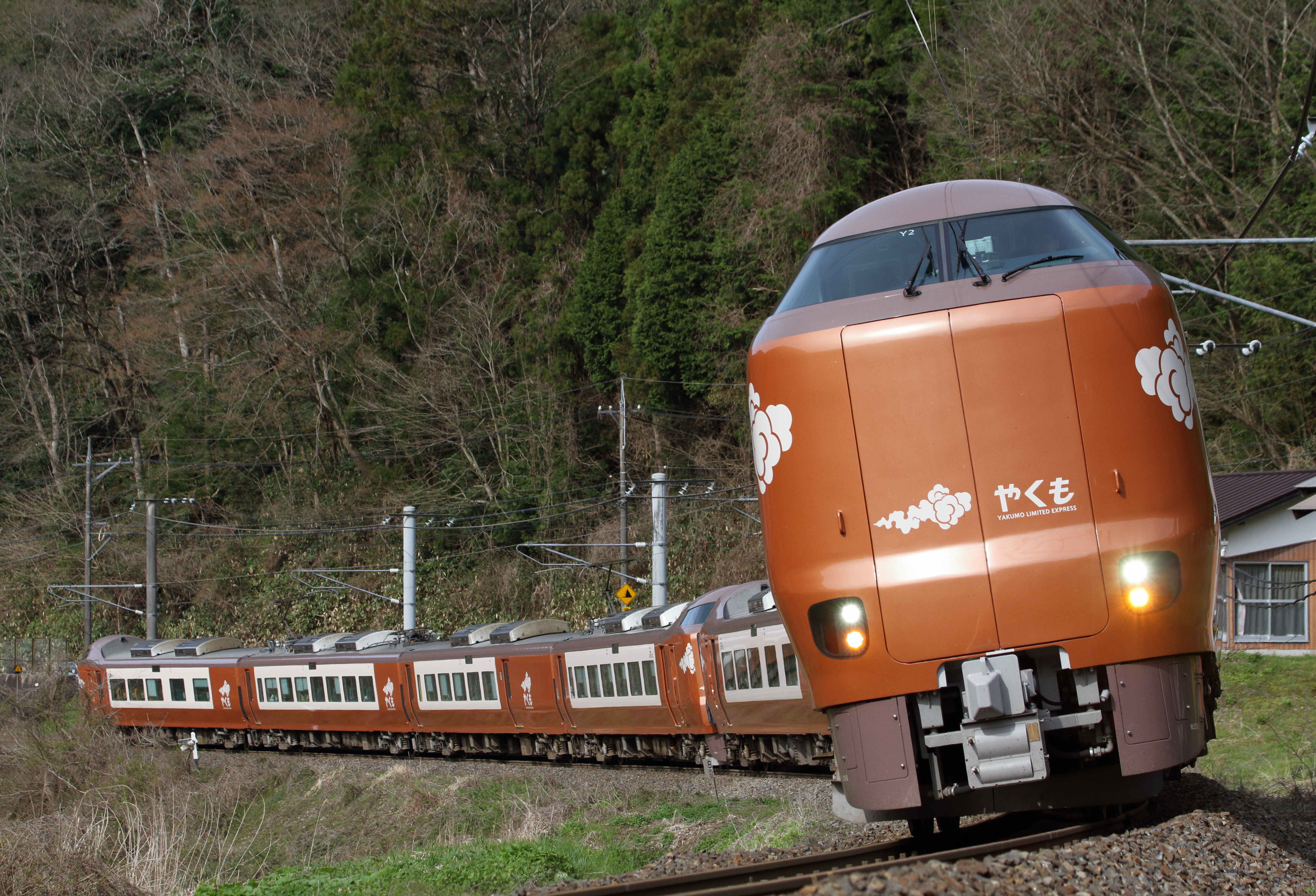
兩編組的273系連掛運轉（2024年4月10日）
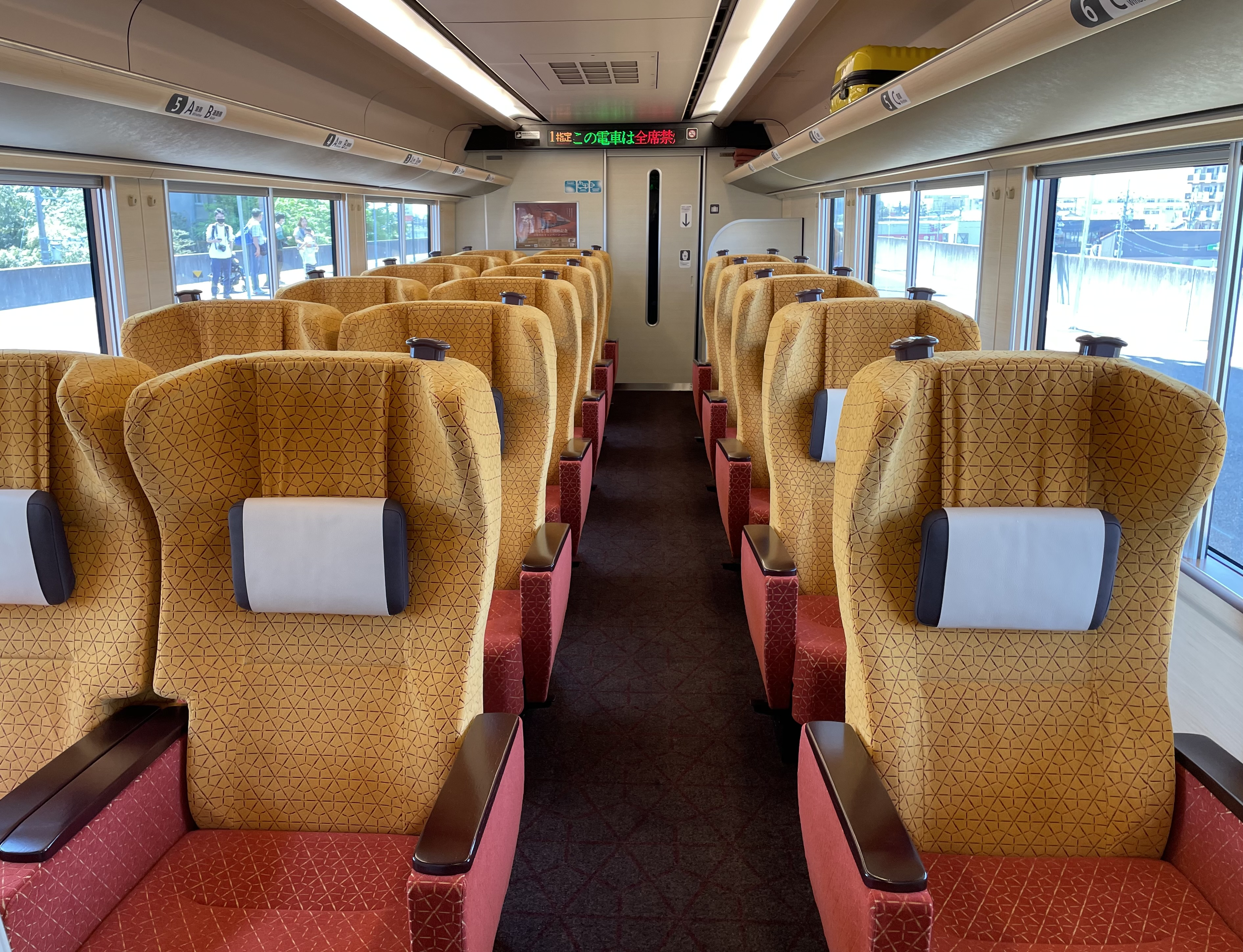
273系綠色車廂
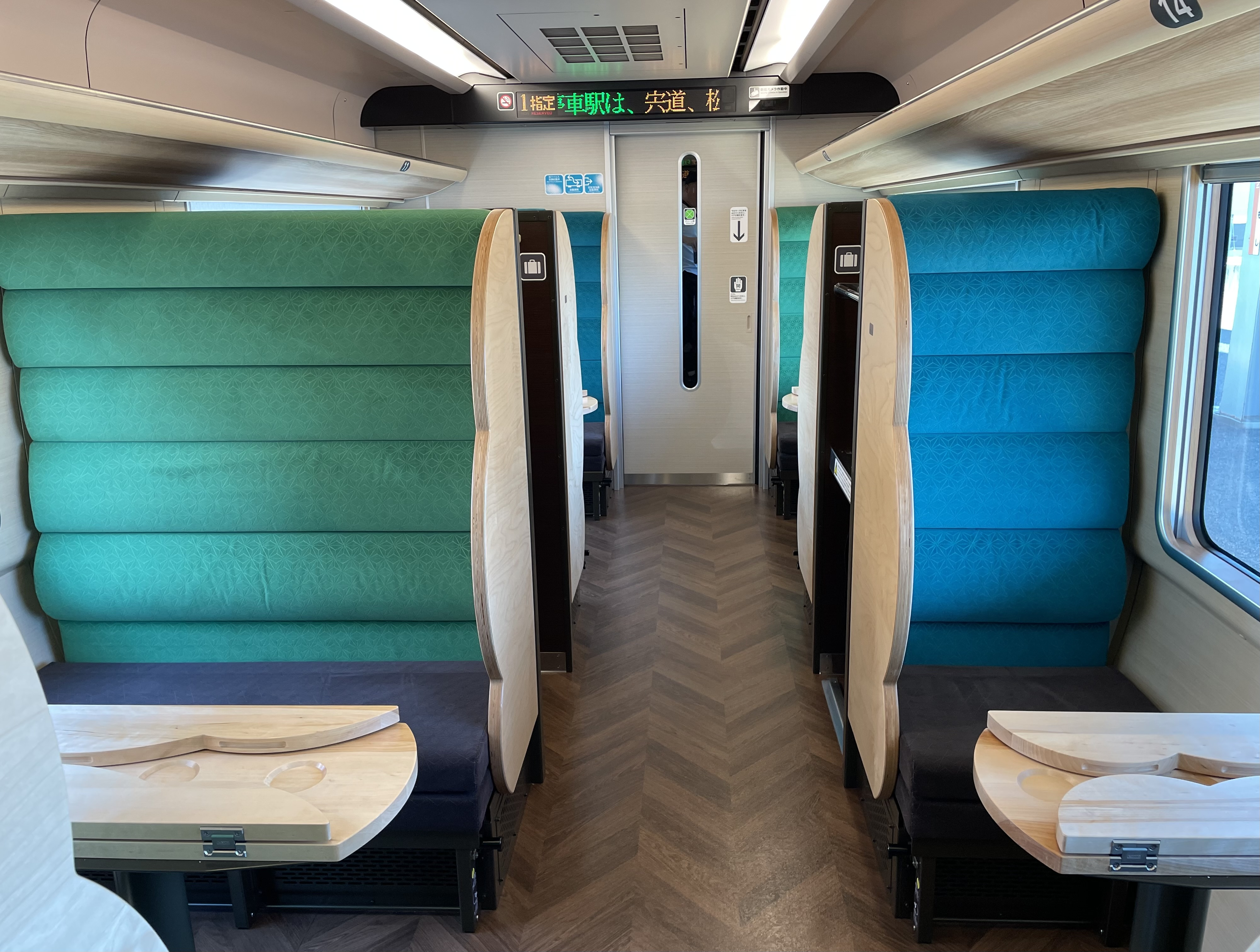
273系Semi-Compartmemt
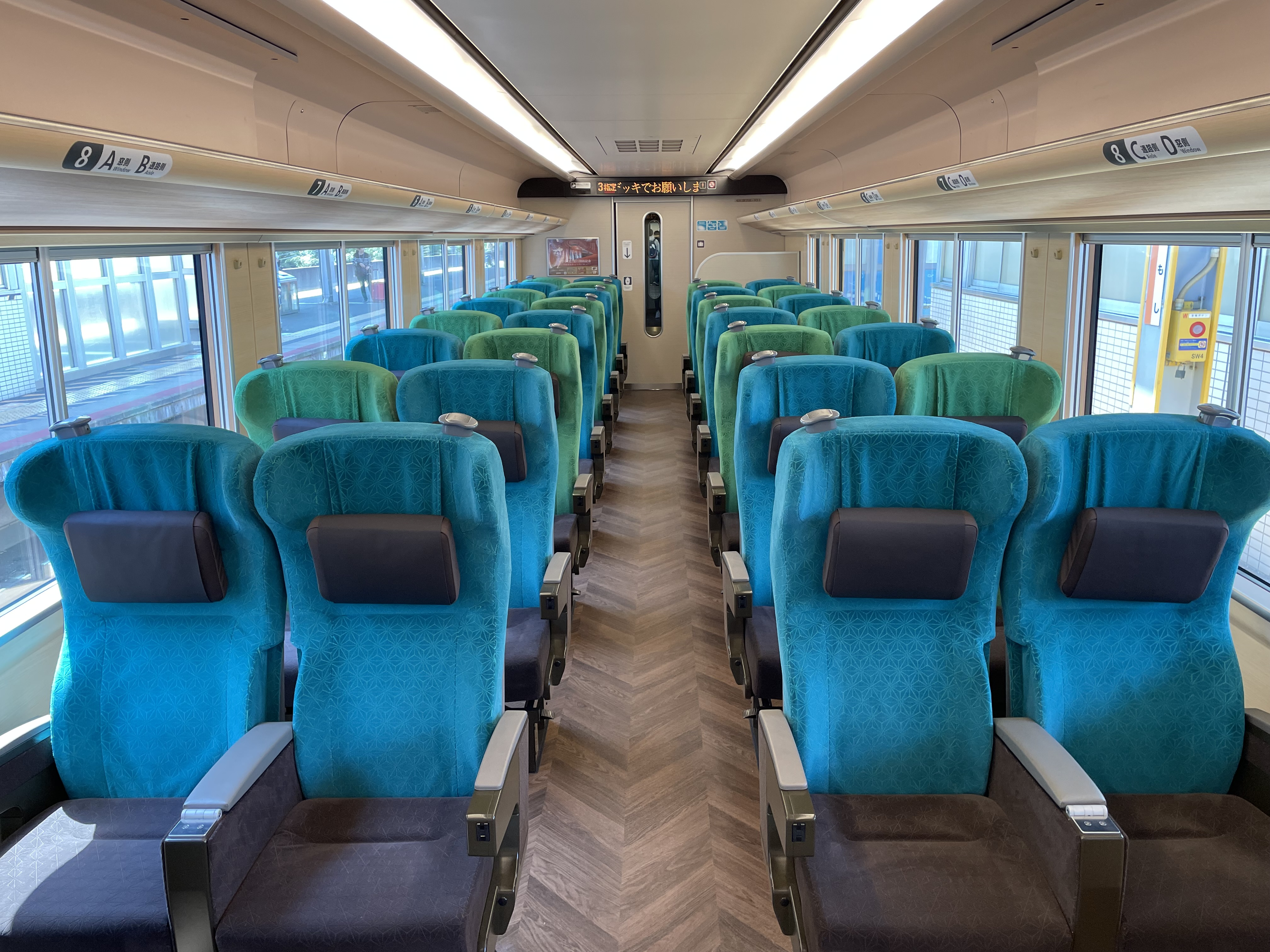
273系普通車